# Joseph Conombo
Issoufou Joseph Conombo (ur. 9 lutego 1917 w Kombissiri, zm. 20 grudnia 2008 w Nazougma) – burkiński lekarz i polityk, działający także we Francji, premier Górnej Wolty (dziś Burkiny Faso) w latach 1978–1980.
Urodził się jako jeden z dziewiątki dzieci w rodzinie konwertytów na islam, sam został jednak chrześcijaninem. W 1942 ukończył studia medyczne w wojskowej szkole w Dakarze, następnie służył jako lekarz po stronie francuskiej w II wojnie światowej w Maroku, na Korsyce, Prowansji, Alzacji i Niemczech. Po wojnie pracował jako lekarz w Batié. Po przyjeździe do Francji w latach 50. nostryfikował tam swój dyplom.
W 1948 został doradcą Unii Francuskiej. Od 1951 do 1959 zasiadał we francuskim Zgromadzeniu Narodowym jako reprezentant Górnej Wolty, następnie od 1959 do 1980 zasiadał w parlamencie niepodległej Górnej Wolty. Od 4 września 1954 do 20 stycznia 1954 pełnił funkcję sekretarza stanu w ministerstwie spraw wewnętrznych, a od 20 stycznia do 4 lutego sekretarza stanu w ministerstwie ekonomii ds. Górnej Wolty w rządzie Pierre’a Mendès France’a. Po uzyskaniu niepodległości przez Górną Woltę w 1960 zaangażował się w krajową politykę. W 1961 był wiceprzewodniczącym woltańskiego Zgromadzenia Narodowego, następnie od 1961 do 1965 zasiadał na stanowisku burmistrza stołecznego Wagadugu. W 1970 został wiceszefem dyplomacji, stanął zaś na jej czele w latach 1971–1974. W 1978 Sangoulé Lamizana, zasiadający dotychczas na stanowisku premiera i prezydenta, przekazał fotel szefa rządu Conombo. W listopadzie 1980 wojskowy Saye Zerbo przeprowadził wojskowy zamach stanu, który obalił zarówno Lamizanę, jak i Conombo. Po przewrocie przetrzymywano go w niewoli do roku 1985. Był inicjatorem połączenia miast Kombissiri i francuskiego Illfurth programem miast partnerskich.
Żonaty od 1948, miał trzy córki i dwóch synów. Był także autorem dwóch książek.